# Cugnaux
Cugnaux ist eine französische Gemeinde im Département Haute-Garonne in der Region Okzitanien. Mit 20.239 Einwohnern (Stand 1. Januar 2022) ist Cugnaux die sechstgrößte Gemeinde im Département Haute-Garonne.

## Geografie
Cugnaux liegt zwölf Kilometer südwestlich von Toulouse. Der Ort liegt auf der zweiten Terrasse der Garonne, rund sechs Kilometer westlich des Flusses. Nachbargemeinden sind Tournefeuille im Norden, Toulouse (Ortsteil Saint-Simon) im Nordosten, Portet-sur-Garonne im Osten, Villeneuve-Tolosane im Süden und Plaisance-du-Touch im Westen und Nordwesten. Der Bach Roussimort trennt die Gemeinde von Portet-sur-Garonne, der Ousseau, der in den Touch mündet, bildet die Grenze zu Plaisance-du-Touch. Der Westteil der Stadt wird vom Canal de Saint-Martory durchquert.
Im Osten der Gemeinde befindet sich der Flughafen Toulouse-Francazal.

## Etymologie
Im Okzitanischen heißt Cugnaux Cunhaus. Der Name leitet sich vom Wort cunha ab, was Keil bedeutet. Dies zeugt vom Waldreichtum der Gegend und der intensiven Rodung im Mittelalter. Dies war Voraussetzung für die Schaffung neuer Bauflächen.

## Bevölkerungsentwicklung
| Jahr                       | 1962 | 1968 | 1975 | 1982 | 1990   | 1999   | 2006   | 2017   | 2019   |
| Einwohner                  | 2989 | 5228 | 9516 | 9461 | 11.311 | 12-997 | 16.019 | 17.974 | 19.344 |
| Quellen: Cassini und INSEE |      |      |      |      |        |        |        |        |        |

## Sport
Cugnaux war Startort der zwölften Etappe der Tour de France 2011 nach Luz Ardiden.